# Vieux pont sur la Ljuboviđa
Le vieux pont sur la Ljuboviđa (en serbe cyrillique : Стари камени мост преко Љубовиђе ; en serbe latin : Stari kameni most preko Ljuboviđe) est situé à Donja Orovica, dans la municipalité de Ljubovija et dans le district de Mačva, en Serbie. Il est inscrit sur la liste des monuments culturels de grande importance de la République de Serbie (identifiant no SK 579),,.
Le pont est également connu sous les noms de « pont romain » et de « pont latin ».

## Présentation

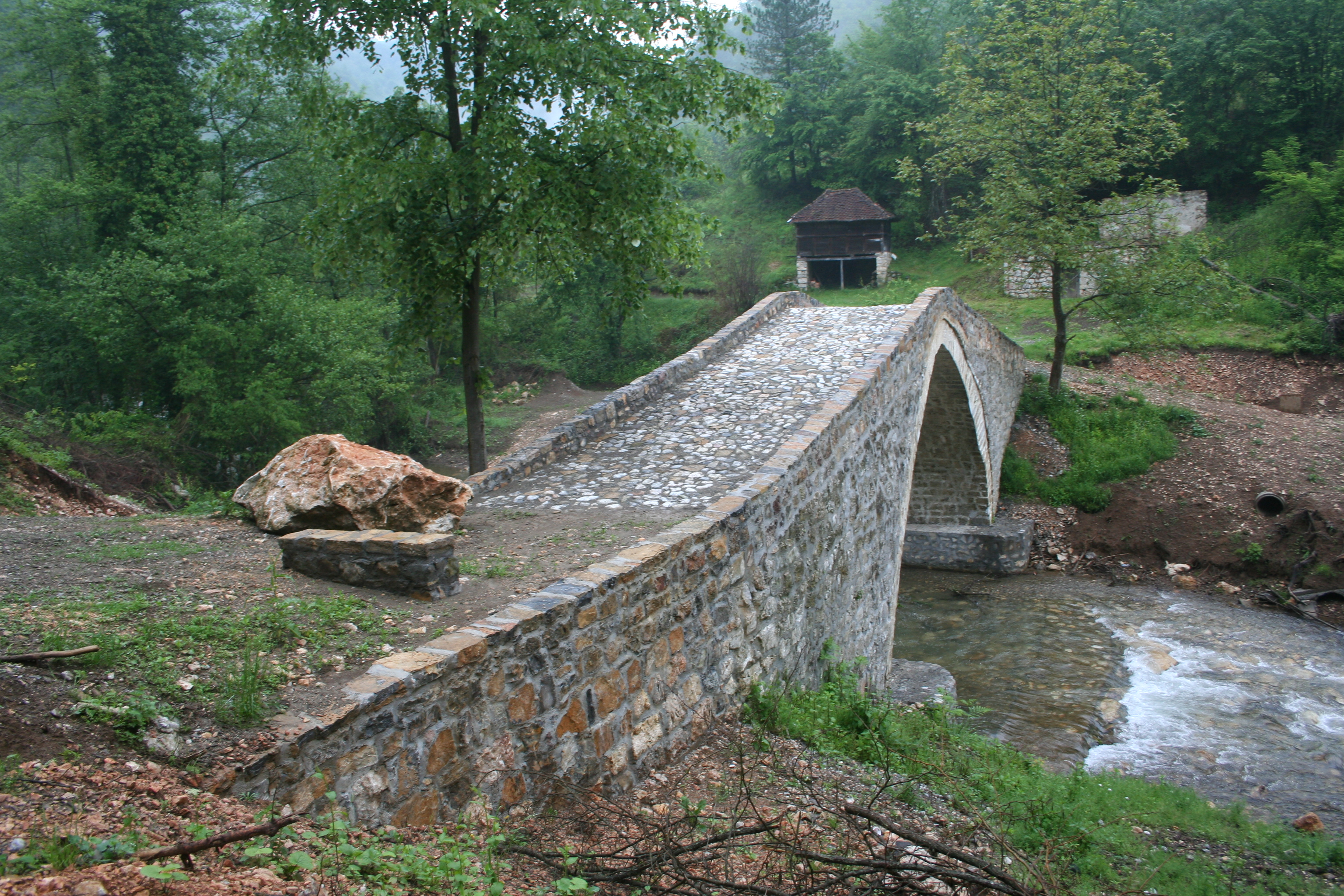
Autre vue du pont.

Le pont est situé sur la vieille route entre Ljubovija et Pecka, près du village de Donja Orovica. Il franchit la rivière Ljuboviđa, un affluent droit de la Drina.
Il est constitué d'un grand arc légèrement brisé haut de 11,65 m et d'une chaussée large de 3,40 m. Il est construit en pierres calcaires, tandis que la chaussée est pavée. Il est complété par un second arc plus petit, haut de 1,40 m.
Malgré l'absence de données historiques fiables, on peut supposer qu'il a été édifié au XVIe siècle.
Le pont a été entièrement restauré en 2016.